# Дибован
Дибова́н (болг. Дъбован) — село в Плевенській області Болгарії. Входить до складу общини Гулянці.

## Населення
За даними перепису населення 2011 року у селі проживали 510 осіб, з них 505 осіб (99,6%) — болгари.
Розподіл населення за віком у 2011 році:
Динаміка населення: